# Illés Artúr
Illés Artúr, írói álnevein: Scorpió, Arthur (1903-ig Braun, Budapest, 1878. január 27. – Párizs, 1960./1962) magyar újságíró, szociáldemokrata politikus. Az Általános Fogyasztási Szövetkezet tagja. A Magántisztviselők Országos Szövetségének egyik alapító tagja volt.

## Életrajza
Az első világháború kitörése előtt Franciaországban tanult. 1918 őszén tért haza. Alapításától kezdve részt vett az KMP munkájában. A Tanácsköztársaság idején népbiztoshelyettes, majd közélelmezési illetve közellátási népbiztos. A kommün bukása után Franciaországba emigrált, és a magyar emigráció egyik vezetője lett. 1924 és 1927-ben a „Párizsi Munkás” első főszerkesztője. Tagja lett a Francia Kommunista Pártnak. Írásai a párizsi francia lapokban „Skorpió” álnéven jelentek meg. Tevékenysége eredményeként kiutasították  Franciaországból. Végül 1933-ban mégis visszatért Párizsba. 1945 végén rövid időre hazalátogatott Magyarországra. Franciaországban halt meg.